# Vicente Elorriaga
Vicente Elorriaga de la Fuente (Basauri, 23 de marzo de 1931 - ibídem, 8 de mayo de 2014) fue un futbolista español que jugaba en la demarcación de defensa.

## Biografía
Cuando contaba con 21 años debutó como futbolista con el Barakaldo CF. Jugó en el club durante tres temporadas, hasta que en 1955 fichó por el Deportivo Alavés por una temporada. También jugó una temporada en el SD Indautxu hasta 1957, momento en el que fichó por el CD San Fernando. Jugó cinco temporadas en el equipo. Además llegó a marcar cuatro goles en los 73 partidos que jugó. Finalmente fue traspasado al CD Basconia, equipo en el que se retiró.
Falleció el 8 de mayo de 2014 en Basauri a los 83 años de edad.

## Clubes
| Club             | País   | Año         | Partidos | Goles |
| ---------------- | ------ | ----------- | -------- | ----- |
| Barakaldo CF     | España | 1952 - 1955 | 60       | 14    |
| Deportivo Alavés | España | 1955 - 1956 | 8        | 2     |
| SD Indautxu      | España | 1956 - 1957 | 20       | 0     |
| CD San Fernando  | España | 1957 - 1962 | 145      | 6     |
| CD Basconia      | España | 1962 - 1963 | 15       | 0     |